# Стив Бери
Стив Бери (на английски: Steve Berry) е американски писател на бестселъри в жанра исторически трилър.

## Биография и творчество
Стив Бери е роден на 2 септември 1955 г. в Атланта, Джорджия, САЩ. Завършва правната школа „Уолтър Ф. Джордж“ на Университет „Мърсър“. След дипломирането си работи в продължение на 30 години като адвокат. Участва и в политическата дейност и в продължение на 14 години е на изборна длъжност.
Започва да пише през 1990 г. и има 85 отхвърляния. Първият му трилър „The Amber Room“ (Кхлибарената стая) е публикуван през 2003 г. Той става бестселър и го прави известен.
През 2006 г. е издаден първият му трилър „Наследството на тамплиерите“ от поредицата „Котън Малоун“. Главен герой е бившият таен агент Котън Малоун, който разследва внезапната смърт на американския учен Ларс Нел, който изучава историята на тамплиерите и изчезването на техните знания и богатство. Романът е определен като един от най-значимите трилъри.
Произведенията на писателя неизменно са в списъците на бестселърите. Те са преведени на над 40 езика и са издадени в над 20 милиона екземпляра в повече от 50 страни по света.
Той е един от основателите на Международната асоциация на писателите на трилъри, обединяваща повече от 3000 члена от цял свят, и служи в нея продължение на три години като съпредседател.
Заедно със съпругата си са основатели на Фондация „History Matters“, която работи за запазване на историческите ценности основно чрез семинари и набиране на средства.
Стив Бери живее със семейството си в Сейнт Аугустин, Флорида.

## Произведения

### Самостоятелни романи
- The Amber Room (2003)
- The Romanov Prophecy (2004)
- The Third Secret (2005)
Третата тайна, изд.: ИК „Обсидиан“, София (2005), прев. Веселин Лаптев
- The Columbus Affair (2012)
Загадката Колумб, изд.: ИК „Обсидиан“, София (2012), прев. Веселин Лаптев
- The Omega Factor (2022)
Символът Омега, изд.: ИК „Обсидиан“, София (2022), прев. Боян Дамянов

### Серия „Котън Малоун“ (Cotton Malone)
1. The Templar Legacy (2006)
Наследството на тамплиерите, изд.: ИК „Обсидиан“, София (2006), прев. Екатерина Йорданова
2. The Alexandria Link (2007)
Александрийска връзка, изд.: ИК „Обсидиан“, София (2007), прев. Елка Виденова
3. The Venetian Betrayal (2007)
Венецианското предателство, изд.: ИК „Обсидиан“, София (2008), прев. Веселин Лаптев
4. The Charlemagne Pursuit (2008)
Наследството на Карл Велики, изд.: ИК „Обсидиан“, София (2008), прев.
5. The Paris Vendetta (2009)
Парижка вендета, изд.: ИК „Обсидиан“, София (2010), прев. Веселин Лаптев 
5.5. The Balkan Escape (2011) – новела
6. The Emperor's Tomb (2010)
Гробницата на императора, изд.: ИК „Обсидиан“, София (2010), прев. 
6.5. The Devil's Gold (2011) – новела
7. The Jefferson Key (2011)
Шифърът на Джеферсън, изд.: ИК „Обсидиан“, София (2011), прев. Веселин Лаптев 
7.5. The Tudor Plot (2013) – новела
8. The King's Deception (2013)
Измамата на краля, изд.: ИК „Обсидиан“, София (2013), прев. Веселин Лаптев
9. The Lincoln Myth (2014)
Легендата за Линкълн, изд.: ИК „Обсидиан“, София (2013), прев. Богдан Русев
10. The Patriot Threat (2015)
Заплахата на патриота, изд.: ИК „Обсидиан“, София (2016), прев. Боян Дамянов
11. The 14th Colony (2016)
ХIV колония, изд.: ИК „Обсидиан“, София (2016), прев. Боян Дамянов
12. The Lost Order (2017)
Изчезналият орден, изд.: ИК „Обсидиан“, София (2017), прев. Боян Дамянов
13. The Bishop's Pawn (2018)
Офицер и пешка, изд.: ИК „Обсидиан“, София (2018), прев. Боян Дамянов
14. The Malta Exchange (2019)
Малтийска следа, изд.: ИК „Обсидиан“, София (2019), прев. Боян Дамянов
15. The Warsaw Protocol (2020)
Варшавски сенки, изд.: ИК „Обсидиан“, София (2020), прев. Боян Дамянов
16. The Kaiser's Web (2021)
Мрежата на кайзера, изд.: ИК „Обсидиан“, София (2021), прев. Боян Дамянов
17. The Last Kingdom (2023)
Последното кралство, изд.: ИК „Обсидиан“, София (2023), прев. Богдан Русев
18. The Atlas Maneuver (2024)
Операцията Атлас, изд.: ИК „Обсидиан“, София (2024), прев. Богдан Русев

### Серия „Приключенията на Касиопея Вит“ (Cassiopeia Vitt Adventures) – с М. Дж. Роуз
- The Balkan Escape (2010)
- The Museum of Mysteries (2018)
- The Lake of Learning (2019)
- The House of Long Ago (2020)
Къща от стари времена, изд.: ИК „Бард“, София (2022), прев. Владимир Германов (включва №2, 3, 4 и 5)
- The End of Forever (2021)

### Серия „Люк Даниелс“ (Luke Daniels) – сГрант Блекууд
- The 9th Man (2023)
Деветият, изд.: ИК „Обсидиан“, София (2024), прев. Богдан Русев

### Новели
- The Devil's Bones (2014) – с Джеймс Ролинс
- Shadow Tag (2016) – с Реймънд Хури